# Christoph Sauser

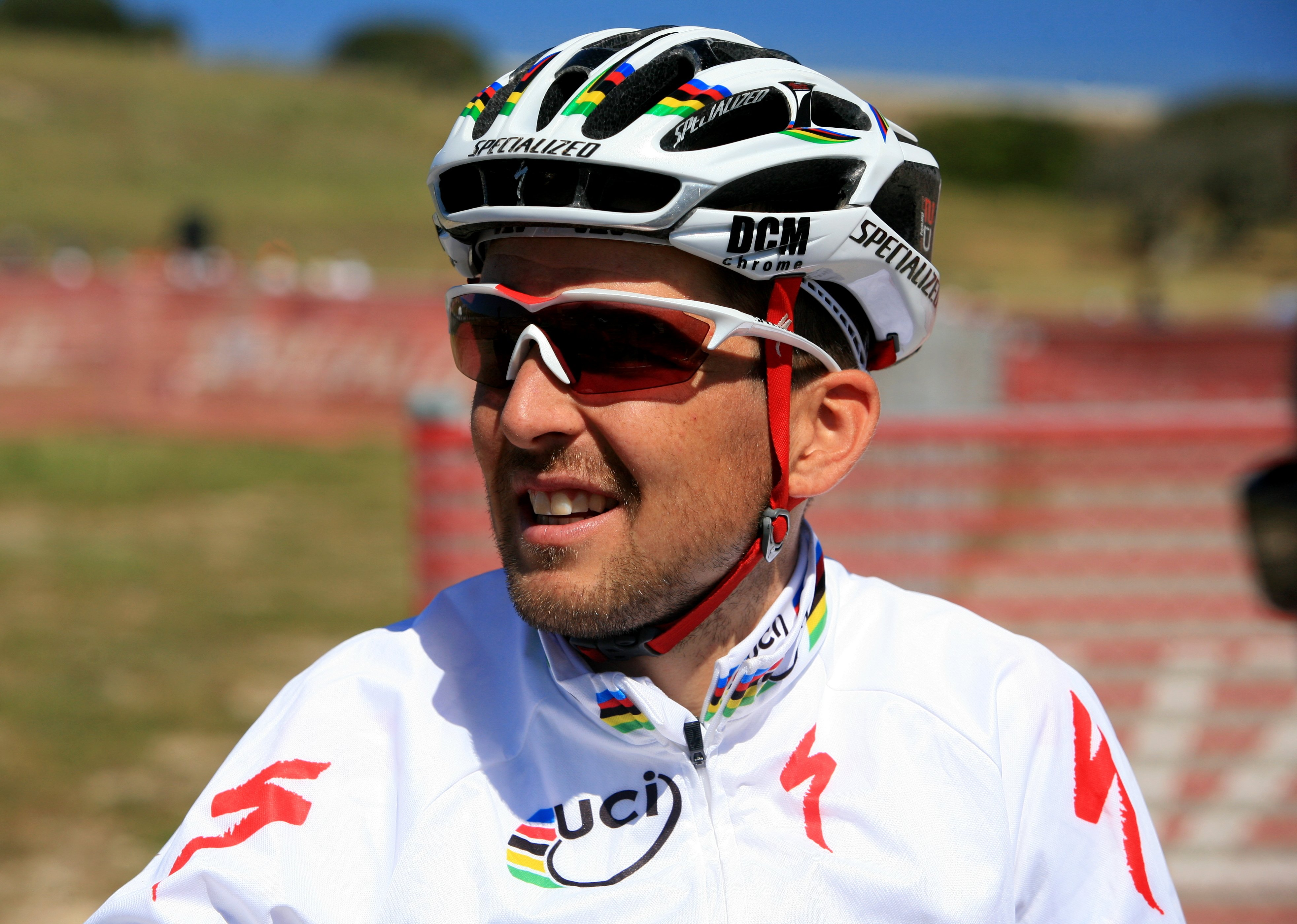
Christoph Sauser (2009)

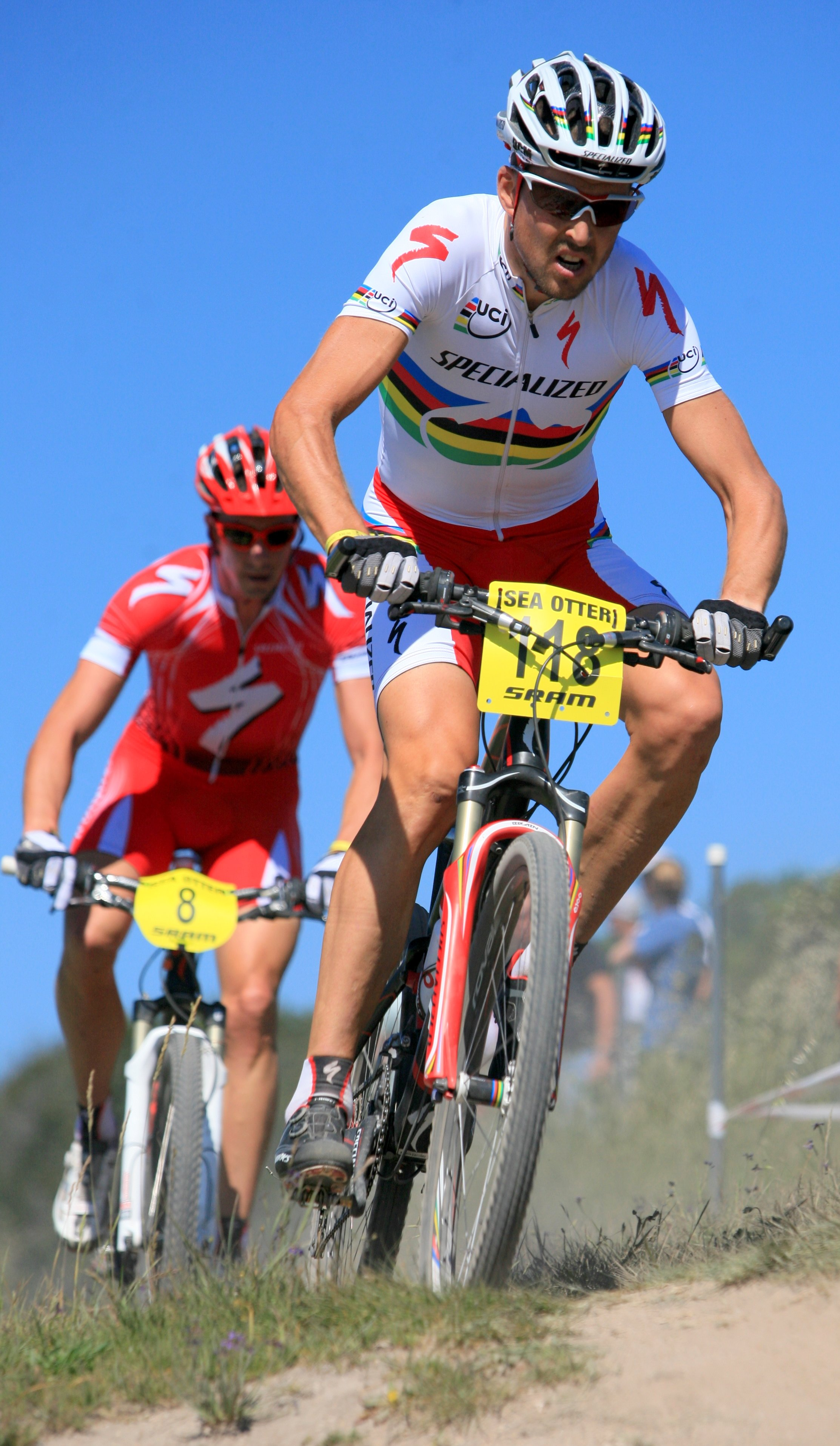
Christoph Sauser (2009)

Christoph Sauser (* 13. April 1976 in Sigriswil) ist ein ehemaliger Schweizer Mountainbiker.

## Sportliche Laufbahn
Zu seinen grössten Erfolgen gehören der Gewinn von zehn Mountainbike-Weltcuprennen im Cross Country sowie der Gesamtweltcupsieg in den Jahren 2004 und 2005. Bei den Olympischen Spielen in Sydney (2000) gewann er die Bronzemedaille in dieser Disziplin. Seinen ersten Weltmeistertitel errang er 2007 bei den Mountainbike-Marathon-Weltmeisterschaften. 2008 wurde er Weltmeister im Cross-Country XCO, nachdem er zuvor bereits zweimal Zweiter und einmal Dritter geworden war. Bei den Marathonweltmeisterschaften 2008 wurde er auf Platz zwei relegiert, nachdem ihm vorgeworfen worden war, im Zielsprint Roel Paulissen zu Fall gebracht zu haben. Im Jahr 2013 gewann er seinen zweiten Marathontitel. Ausserdem siegte Sauser bei sechs Schweizer Meisterschaften und wurde 1998 Europameister in der Kategorie U23.
2015 gewann Sauser gemeinsam mit Jaroslav Kulhavý das südafrikanische Rennen Cape Epic. Es war sein fünfter Sieg, damit ist er gemeinsam mit Karl Platt Rekordhalter. Sein letztes Rennen war die Marathonweltmeisterschaft 2015, bei der er Zweiter wurde.